# 5月
5月是公历年中的第五个月，是大月，共有31天。 
在北半球，5月是春季的第三个月，这个月有两个节气：立夏、小满；在南半球，5月是秋季的第三个月。
英文5月名稱（May）可能源自罗马神话豐收繁殖女神迈亞，或来源于在5月庆祝节日的Bona Dea女神，或来自拉丁语詞maiores（意为"较年长者"）。

## 例行節日

### 整月
- 亞太裔美國人傳統月（美國）

### 日期固定
- 5月1日：劳动节
- 5月3日：憲法紀念日（日本）
- 5月4日
  - 中華人民共和國五四青年節、五四運動紀念日
  - 科技傳播日
  - 北京大學校慶日
  - 綠之日（日本）（1948年至2006年在4月29日）
  - 卡辛加日（納米比亞）
  - 星際大戰日
- 5月5日：兒童日（日本）
- 5月7日：美國國家自慰日
- 5月8日
  - 第二次世界大戰歐戰勝利紀念日（V-E Day）
  - 世界紅十字日
- 5月9日
  - 大多數前蘇聯和東歐國家衛國戰爭勝利日
  - 聯合國紀念與和解日
- 5月12日：國際護士節
- 5月16日
  - 衛塞節（馬來西亞）
  - 國際牛奶節
  - 國際白飯節
- 5月17日
  - 世界電信日
  - 国际不再恐同日
  - 挪威憲法日
- 5月18日
  - 國際博物館日
  - 海峽兩岸經貿交易會
- 5月25日
  - 非洲解放日
  - 阿根廷革命紀念日
  - 革命節（蘇丹）
  - 世界預防中風日
  - 国际失踪儿童日
  - 毛巾日
- 5月26日
  - 世界向人體條件挑戰日
  - 國家道歉日（澳洲）
- 5月28日：國際婦女健康行動日
- 5月29日：聯合國維持和平人員國際日
- 5月30日
  - 克羅地亞國慶
  - 陣亡將士紀念日（美國）
  - 聖女貞德紀念日（法國）
- 5月31日：世界無煙日

### 日期不固定
- 5月首個星期一： 英国劳动节
- 5月第一個星期五：國際低音號日

## 其他例行節日
- 4月29日至5月5日為日本的連續假日，稱為「黃金週」。
- 5月的第一個星期日：世界爱笑日
- 5月的第二個星期日(介於5月8日-14日之間)：母親節（美國等大多數國家）
- 5月的第三個星期日：中華人民共和國全國助殘日，根據1991年5月開始實施的《殘疾人保障法》規定
- 5月的最後的星期一：英國春天銀行假期，是為公眾假期
- 5月开始于一个星期中独自不同的一天。例如5月1日为周日，当年其他月份的1日都不为周日。6月，8月有相同的属性，但是與翌年的1月的首週位置是一樣，如5月1日為星期日，翌年的1月1日也是星期日。

## 其他5月象徵
- 星座：金牛座（4/20~5/20）和雙子座（5/21~6/21）
- 生日石：祖母綠